# WWE Tribute to the Troops

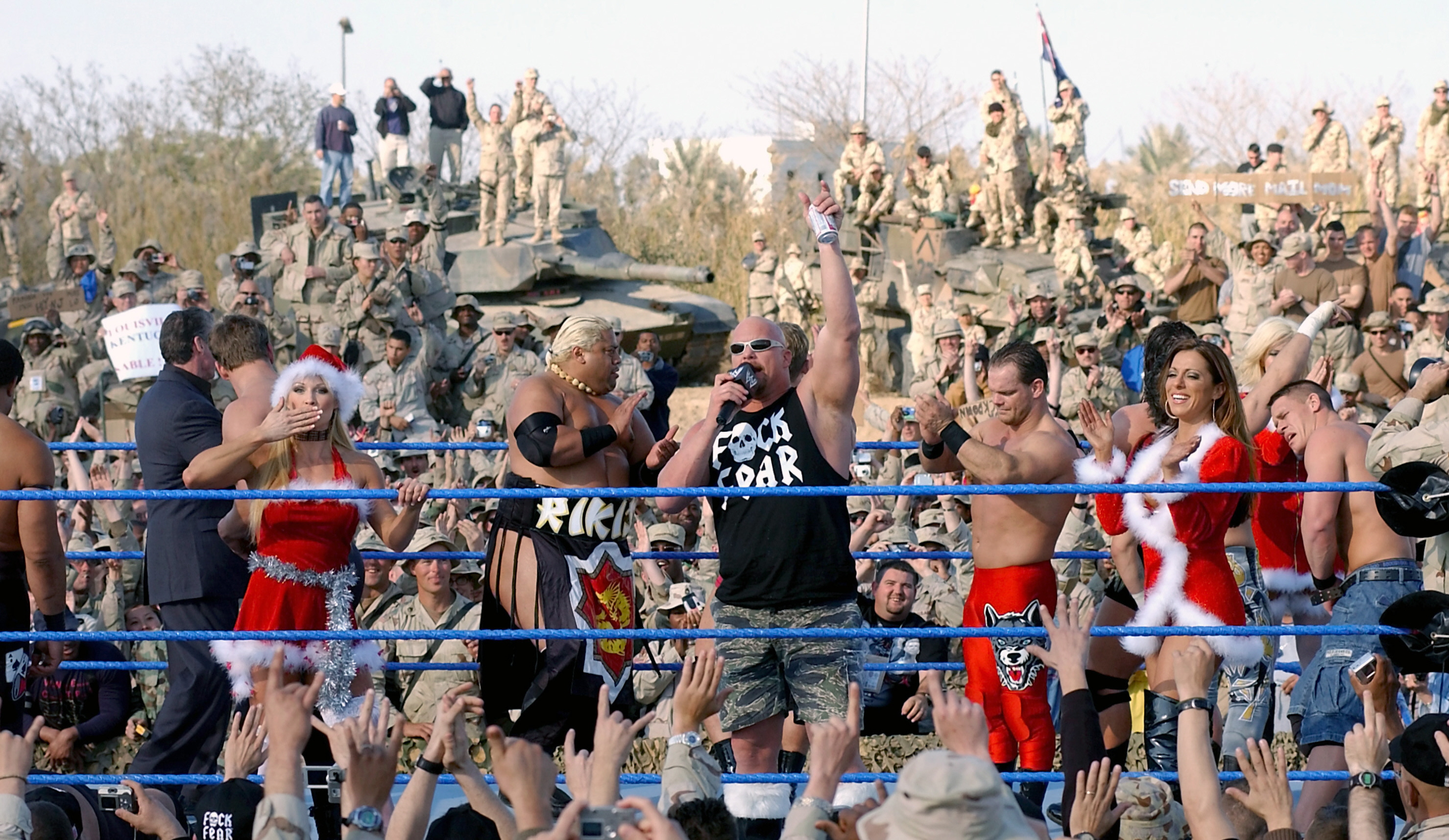
Zawodnicy i zawodniczki WWE podczas Tribute to the Troops w 2003.

WWE Tribute to the Troops – odbywająca się od 2003 w listopadzie lub grudniu specjalna gala wrestlingu organizowana przez federację WWE oraz przedsiębiorstwo rozrywkowe Armed Forces Entertainment dla żołnierzy i personelu United States Armed Forces. W 2019 gala po raz pierwszy w historii wydarzenia nie została wyemitowana w telewizji, a gale od 2020 do 2023 nie miały miejsca na terenie żadnej bazy wojskowej. Wydarzenie z 2023 roku było ostatnim, ponieważ zostało po cichu odwołane w 2024 roku.

## Historia gali
Pomysłodawcą gali został John „Bradshaw” Layfield, który zasugerował prezesowi federacji WWE – Vince’owi McMahonowi utworzenie specjalnego programu przeznaczonego dla żołnierzy i personelu United States Armed Forces, mającego uhonorowanie ich pracy na rzecz kraju.
Początkowo gala odbywała się na terenie amerykańskich baz wojskowych w Iraku i Afganistanie takich jak: Camp Victory (2003, Bagdad), Camp Speicher (2004, Tikrit) czy Baza lotnicza Bagram (2005, Bagram), później wydarzenie miejsce miało w kilku bazach wojskowych na terenie Stanów Zjednoczonych (np. Fort Hood w Teksasie). Gala z 2019 po raz pierwszy nie miała emisji w telewizji, a wydarzenia od 2020 do 2023 nie odbyły się na terenie żadnej bazy wojskowej – dodatkowo gala z 2021 miała miejsce w październiku, a z 2022 w listopadzie zamiast grudnia.
Emisję gali WWE Tribute to the Troops prowadziły różne stacje telewizyjne w Stanach Zjednoczonych: UPN (2003–2004), USA Network (2005–2018), NBC (2008–2014), FOX (2020–2023).
W dniu 24 grudnia 2024 roku, kiedy nie odbyły się żadne nagrania do programu na 2024 roku, Dave Meltzer z Wrestling Observer Newsletter poinformował, że Tribute to the Troops zostało zakończone „na razie”. Chociaż firma nie wydała oficjalnego oświadczenia, Meltzer powiedział, że źródło WWE potwierdziło mu to.

## Lista gal WWE Tribute to the Troops

### 2003
Gala odbyła się 20 grudnia w bazie wojskowej Camp Victory w Bagdadzie.
| # | Walka                                                                                                 | Stypulacja     | Czas walki |
| - | --- | -------------- | ---------- |
| 1 | The APA (Faarooq i Bradshaw) pokonali The World’s Greatest Tag Team (Shelton Benjamin i Charlie Haas) | Tag Team match | 4:38       |
| 2 | Rikishi pokonał Rhyno                                                                                 | Singles match  | 2:28       |
| 3 | Eddie Guerrero pokonał Chrisa Benoit                                                                  | Singles match  | 11:38      |
| 5 | John Cena pokonał The Big Showa                                                                       | Singles match  | 4:12       |

### 2004
Gala odbyła się 18 grudnia w bazie wojskowej Camp Speicher w Tikricie.

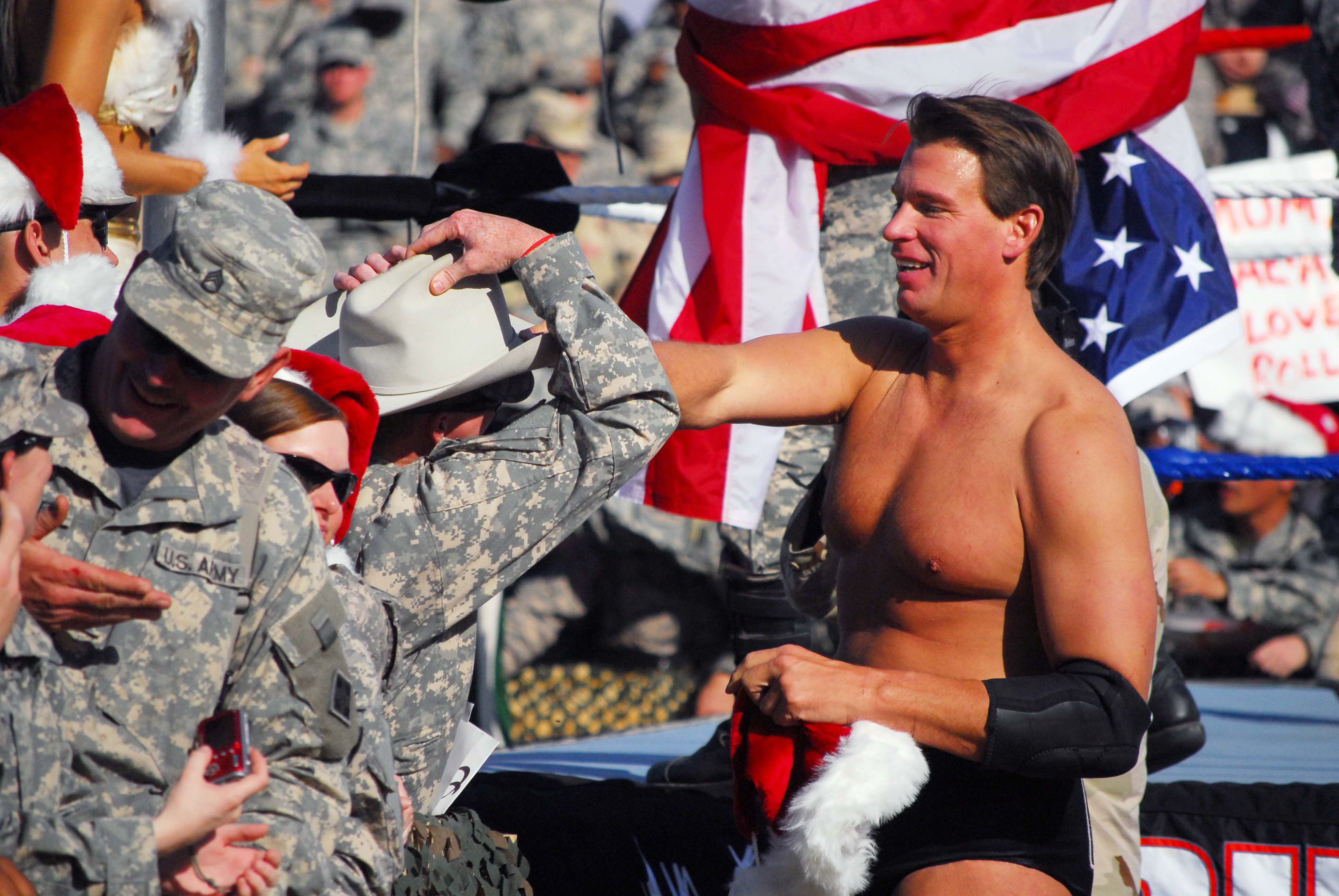
JBL podczas Tribute to the Troops w Iraku.

| # | Walka                                                                | Stypulacja     | Czas walki |
| - | -------------------------------------------------------------------- | -------------- | ---------- |
| 1 | Booker T pokonał Rene Dupree                                         | Singles match  | 3:41       |
| 2 | The Undertaker pokonał Heidenreicha                                  | Singles match  | 7:34       |
| 3 | Hardcore Holly pokonał Kenzo Suzuki                                  | Singles match  | 2:38       |
| 4 | Eddie Guerrero i Rey Mysterio pokonali Kurta Angle i Luthera Reignsa | Tag Team match | 6:01       |

### 2005
Gala odbyła się 9 grudnia w bazie lotniczej Bagram w Bagramie.
| # | Walka                                                                     | Stypulacja                                            | Czas walki |
| - | ------------------------------------------------------------------------- | ----------------------------------------------------- | ---------- |
| 1 | The Big Show pokonał Carlito                                              | Singles match                                         | 1:09       |
| 2 | Good Santa pokonał Bad Santę                                              | No Ho-Ho-Holds Barred match where anything Go-Ho-Ho’s | 1:58       |
| 3 | Snitsky pokonał Sheltona Benjamina                                        | Singles match                                         | 1:52       |
| 4 | John Cena pokonał Chrisa Mastersa                                         | Singles match                                         | 4:53       |
| 5 | Ric Flair (c) pokonał Jonathana Coachmana                                 | Singles match o WWE Intercontinental Championship     | 2:01       |
| 6 | Candice Michelle i Maria Kanellis pokonały Trish Stratus i Ashley Massaro | Tag Team match                                        | 4:15       |
| 7 | Shawn Michaels pokonał Triple H’a                                         | Boot Camp match                                       | 13:35      |

### 2006
Gala odbyła się 8 grudnia w bazie wojskowej Camp Victory w Bagdadzie.
| # | Walka                                               | Stypulacja    | Czas walki |
| - | --------------------------------------------------- | ------------- | ---------- |
| 1 | John Cena pokonał Edge’a                            | Singles match | 16:33      |
| 2 | CM Punk pokonał Sheltona Benjamina                  | Singles match | 4:47       |
| 3 | The Undertaker pokonał Johnny’ego Nitro (w/ Melina) | Singles match | 3:57       |
| 4 | Bobby Lashley pokonał Hardcore Holly’ego            | Singles match | 6:28       |
| 5 | Umaga pokonał Jeffa Hardy’ego                       | Singles match | 5:53       |
| 6 | Carlito pokonał Randy’ego Ortona                    | Singles match | 5:09       |

### 2007
Gala odbyła się 7 grudnia w bazie wojskowej Camp Speicher w Tikricie.

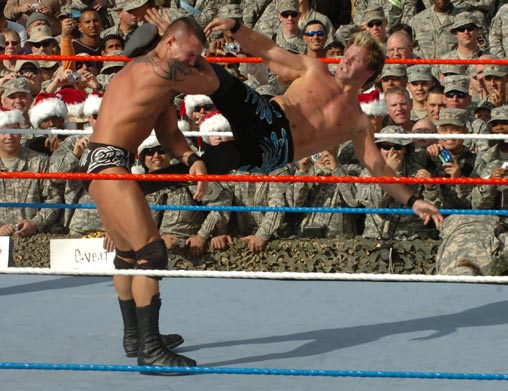
Chris Jericho i Randy Orton w walce podczas gali Tribute to the Troops w 2007.

| # | Walka                                                                         | Stypulacja     | Czas walki |
| - | ----------------------------------------------------------------------------- | -------------- | ---------- |
| 1 | Randy Orton pokonał Chrisa Jericho przez dyskwalifikację                      | Singles match  | 14:19      |
| 2 | Jeff Hardy pokonał Carlito                                                    | Singles match  | 6:34       |
| 3 | Walka Mickie James i Maria vs Kelly Kelly i Layla zakończyła się no contest   | Tag Team match | 4:00       |
| 4 | Rey Mysterio pokonał Mark Henry                                               | Singles match  | 4:17       |
| 5 | D-Generation X (Triple H i Shawn Michaels) pokonali Mr.’a Kennedy’ego i Umagę | Tag Team match | 11:00      |

### 2008
Gala odbyła się 5 grudnia w bazie wojskowej Camp Victory w Bagdadzie.
| # | Walka                                                                                          | Stypulacja             | Czas walki |
| - | ---------------------------------------------------------------------------------------------- | ---------------------- | ---------- |
| 1 | CM Punk, R-Truth i Jeff Hardy pokonali Johna "Bradshawa" Layfielda, Johna Morrisona i The Miza | Six-man Tag team match | 7:41       |
| 2 | John Cena, Batista i Rey Mysterio pokonali The Big Showa, Chrisa Jericho i Randy’ego Ortona    | Six-man Tag team match | 9:50       |

### 2009
Gala odbyła się 4 grudnia w bazie lotniczej Balad Air Base w Balad.
| # | Walka                                                 | Stypulacja                       | Czas walki |
| - | ----------------------------------------------------- | -------------------------------- | ---------- |
| 1 | Rey Mysterio i Mark Henry pokonali Carlito i CM Punka | Tag Team match                   | 3:02       |
| 2 | The Miz pokonał Johna Morrisona                       | Singles match                    | 2:57       |
| 3 | John Cena (c) pokonał Chrisa Jericho                  | Singles match o WWE Championship | 7:53       |

### 2010
Gala odbyła się 11 grudnia w bazie wojskowej Fort Hood w Teksasie. Była to pierwsza edycja gali Tribute to the Troops, która nie odbyła się na terenie Iraku bądź Afganistanu. Galę rozpoczęły życzenia bożonarodzeniowe prezydenta USA – Baracka Obamy. Gośćmi specjalnymi byli: raper Diddy, Miss USA Rima Fakih, muzyk country Trace Adkins oraz aktorzy Sherri Shepherd i Cedric the Entertainer. Aktorka Ariel Winter odśpiewała hymn Stanów Zjednoczonych The Star-Spangled Banner.
| # | Walka                                                                                       | Stypulacja                                      | Czas walki |
| - | ------------------------------------------------------------------------------------------- | ----------------------------------------------- | ---------- |
| 1 | Mark Henry zwyciężył eliminując jako ostatniego Sheamusa                                    | 15-man Battle Royal match                       | ?          |
| 2 | Kofi Kingston i The Big Show pokonali Jacka Swaggera i Dolpha zigglera                      | Tag Team match                                  | ?          |
| 3 | R-Truth (w/ Eve Torres) pokonał Teda DiBiase (w/ Maryse Ouellet)                            | Singles match                                   | ?          |
| 4 | Kelly Kelly, Natalya i The Bella Twins pokonały Michelle McCool, Laylę, Alicię Fox i Melinę | Eight-Diva Santa's Little Helper Tag Team match | ?          |
| 6 | Rey Mysterio, Randy Orton i John Cena pokonali Wade’a Barretta, Alberto Del Rio i The Miza  | Six-man tag team match                          | ?          |

### 2011
Gala odbyła się 13 grudnia w Fort Bragg w Karolinie Północnej. Program rozpoczęły życzenia bożonarodzeniowe prezydenta USA – Baracka Obamy dla żołnierzy. Gośćmi specjalnymi byli stand-uper George Wallace, prezenterka telewizyjna Maria Menounos, zespół rockowy Nickelback  oraz wokalistka Mary J. Blige.
| # | Walka | Stypulacja                | Czas walki |
| - | --- | ------------------------- | ---------- |
| 1 | Walka Randy Orton vs Wade Barrett zakończyła się podwójnym wyliczeniem                                                                                   | Singles match             | ?          |
| 2 | Zack Ryder (w/ Sgt. Slaughter) pokonał Jacka Swaggera (w/ Dolph Ziggler)                                                                                 | Singles match             | ?          |
| 3 | Alicia Fox, Eve Torres, Kelly Kelly i Maria Menounos pokonały The Divas of Doom (Beth Phoenix i Natalya) oraz The Bella Twins (Brie Bella i Nikki Bella) | Eight-Diva Tag Team match | ?          |
| 4 | Daniel Bryan pokonał Cody’ego Rhodesa | Singles match             | ?          |
| 5 | Primo i Epico (w/ Rosa Mendes) pokonali Air Boom (Evan Bourne i Kofi Kingston)                                                                           | Tag Team match            | ?          |
| 6 | Sheamus pokonał Drew McIntyre’a | Singles match             | ?          |
| 7 | Big Show, CM Punk i John Cena pokonali Marka Henry’ego, The Miza i Alberto Del Rio (w/ Ricardo Rodriguez)                                                | Six-man Tag Team match    | ?          |

### 2012
Gala odbyła się 9 grudnia w hali Norfolk Scope (chociaż podczas emisji gali w telewizji miejsce wydarzenia określano w bazie marynarki wojennej Naval Station Norfolk) w mieście Norfolk w stanie Wirginia. Prezydent Barack Obama po raz trzeci zwrócił się na początku programu z życzeniami bożonarodzeniowymi i podziękowaniami dla żołnierzy służących dla kraju. Gośćmi specjalnymi byli raper Flo Rida i muzyk rockowy Kid Rock oraz Muppety (Kermit Żaba i Panna Piggy), które wzięły udział w segmencie Miz TV.
| # | Walka                                                                                                  | Stypulacja             | Czas walki |
| - | --- | ---------------------- | ---------- |
| 1 | Randy Orton i Sheamus pokonali                                                                         | Tag Team match         | ?          |
| 2 | Ryback pokonał Alberto Del Rio (w/ Ricardo Rodriguez) przez dyskwalifikację                            | Singles match          | ?          |
| 3 | The Miz pokonał Damiena Sandowa                                                                        | Singles match          | ?          |
| 4 | R-Truth i Team Hell No (Daniel Bryan i Kane) pokonali 3MB (Heath Slater, Drew McIntyre i Jinder Mahal) | Six-man Tag Team match | ?          |
| 5 | John Cena pokonał Antonio Cesaro                                                                       | Singles match          | ?          |

### 2013
Gala odbyła się 11 grudnia w bazie lotniczej McChord Air Force Base, niedaleko miasta Tacoma w stanie Waszyngton.
| #  | Walka | Stypulacja             | Czas walki |
| -- | --- | ---------------------- | ---------- |
| 1D | Big E Langston i Mark Henry pokonali RybAxel (Ryback i Curtis Axel)                                           | Tag Team match         | ?          |
| 2  | Daniel Bryan pokonał Braya Wyatta (w/ Erick Rowan i Luke Harper) przez dyskwalifikację                        | Singles match          | 1:43       |
| 3  | CM Punk i Daniel Bryan pokonali Luke’a Harpera i Ericka Rowana (w/ Bray Wyatt) przez dyskwalifikację          | Tag Team match         | 5:50       |
| 4  | CM Punk, Daniel Bryan i John Cena pokonali The Wyatt Family (Bray Wyatt, Erick Rowan i Luke Harper)           | Six-man Tag Team match | 7:00       |
| 5D | The Prime Time Players (Darren Young i Titus O’Neil) pokonali 3MB (Drew McIntyre i Jinder Mahal)              | Tag Team match         | ?          |
| 6D | Rey Mysterio i The Usos (Jey Uso i Jimmy Uso) pokonali The Shield (Dean Ambrose, Roman Reigns i Seth Rollins) | Six-man Tag Team match | ?          |
| 7D | Brie Bella wygrała eliminując jako ostatnią przeciwniczkę AJ Lee                                              | Divas Battle Royal     | ?          |
| 8D | Kofi Kingston pokonał Dolpha Zigglera                                                                         | Singles match          | ?          |
| 9  | R-Truth pokonał Fandango (w/ Summer Rae)                                                                      | Singles match          | 1:47       |
| 10 | Big Show pokonał Damiena Sandowa                                                                              | Singles match          | 2:05       |

- D – oznacza walkę, która odbyła się jako dark match (nie została wyemitowana w telewizji).

### 2014
Gala odbyła się 9 grudnia w Columbus w stanie Georgia (podczas emisji programu miejsce gali określano jako Fort Benning). Zespół country Florida Georgia Line wykonali na żywo utwór promujący galę This Is How We Roll. Hulk Hogan pojawił się gościnnie podczas wydarzenia.
| # | Walka | Stypulacja                        | Czas walki |
| - | --- | --------------------------------- | ---------- |
| 1 | The Usos (Jey Uso i Jimmy Uso) pokonali Golda i Stardusta                                                                                  | Tag Team match                    | 8:19       |
| 2 | Naomi zwyciężyła eliminując jako ostatnią przeciwniczkę Natalyę                                                                            | Santa's Helper Divas Battle Royal | 4:01       |
| 3 | Dean Ambrose pokonał Braya Wyatta | Boot Camp match                   | 11:25      |
| 4 | John Cena, Dolph Ziggler, Erick Rowan i Ryback pokonali Big Showa, Kane’a, Luke’a Harpera i Setha Rollinsa (w/ Jamie Noble i Joey Mercury) | Eight-man Tag Team match          | 9:48       |

### 2015
Gala odbyła się 8 grudnia w hali Jacksonville Veterans Memorial Arena w Jacksonville na Florydzie. Howie Mandel oraz zespół rockowy Train wystąpili podczas wydarzenia. JoJo zaśpiewała hymn Stanów Zjednoczonych na początku gali.
| #  | Walka | Stypulacja                 | Czas walki |
| -- | --- | -------------------------- | ---------- |
| 1D | Titus O’Neil pokonał Heatha Slatera | Singles match              | ?          |
| 2  | Jack Swagger pokonał Ruseva (w/ Lana) poprzez submission | Boot Camp match            | 11:02      |
| 3  | Mark Henry pokonał Bo Dallasa | Singles match              | 0:45       |
| 4  | Ryback pokonał Kevina Owensa poprzez countout | Singles match              | 3:05       |
| 5  | Paige i Team B.A.D. (Naomi, Tamina i Sasha Banks) pokonały Becky Lynch, Charlotte Flair i Team Bella (Brie Bella i Alicia Fox) | Eight-woman Tag Team match | 4:37       |
| 6  | Dean Ambrose, Kane, Roman Reigns, Ryback, The Usos (Jey Uso i Jimmy Uso) oraz The Dudley Boyz (Bubba Ray Dudley i D-Von Dudley) pokonali The League of Nations (Sheamus, Alberto Del Rio, King Barrett i Rusev) oraz The Wyatt Family (Bray Wyatt, Braun Strowman, Erick Rowan i Luke Harper) | Sixteen-man Tag Team match | 13:28      |

- D – oznacza walkę, która odbyła się jako dark match (nie została wyemitowana w telewizji).

### 2016
Gala odbyła się 13 grudnia w Verizon Center w Waszyngtonie. Lilian Garcia zaśpiewała hymn Stanów Zjednoczonych na początku show. Specjalnym gościem gali był aktor komediowy i stand-uper Gabriel Iglesias.
| # | Walka | Stypulacja | Czas walki |
| - | --- | --- | ---------- |
| 1 | Cesaro i Sheamus pokonali The Shining Stars (Primo i Epico), Luke’a Gallowsa i Karla Andersona oraz The Golden Truth (Goldust i R-Truth) | Fatal four-way Tag Team match o wyłonienie pretendentów do WWE Raw Tag Team Championship na gali Roadblock: End of the Line | 9:35       |
| 2 | Apollo Crews (w/ Gabriel Iglesias) pokonał The Miza (w/ Maryse)                                                                          | Singles match | 2:30       |
| 3 | The Wyatt Family (Bray Wyatt, Luke Harper i Randy Orton) pokonali Dolpha Zigglera i American Alpha (Chad Gable i Jason Jordan)           | Six-man Tag Team match | 10:15      |
| 4 | Bayley pokonała Danę Brooke (w/ Charlotte Flair)                                                                                         | Singles match | 2:30       |
| 5 | Jack Gallagher, Rich Swann i TJ Perkins pokonali The Briana Kendricka, Drew Gulaka i Tony’ego Nese                                       | Six-man Tag Team match | 5:30       |
| 6 | Roman Reigns i Big Cass (w/ Enzo Amore) pokonali Kevina Owensa i Ruseva                                                                  | Tag Team match | 13:00      |

### 2017
Gala odbyła się 5 grudnia w bazie marynarki wojennej Naval Base San Diego w San Diego w Kalifornii.
| # | Walka | Stypulacja               | Czas walki |
| - | --- | ------------------------ | ---------- |
| 1 | The Shield (Dean Ambrose, Roman Reigns i Seth Rollins) pokonali Samoa Joe oraz The Bar (Cesaro i Sheamusa)                                                                | Six-man Tag Team match   | 9:57       |
| 2 | Charlotte Flair (w/ Naomi) pokonała Carmellę (w/ Lana i Tamina) i Ruby Riott (w/ Liv Morgan i Sarah Logan)                                                                | Triple Threat match      | 10:08      |
| 3 | The New Day (Big E i Xavier Woods) (w/ Kofi Kingston) i The Usos (Jey Uso i Jimmy Uso) pokonali Chada Gable’a i Sheltona Benjamina oraz Rusev Day (Aiden English i Rusev) | Eight-man Tag Team match | 8:06       |
| 4 | Absolution (Paige, Mandy Rose i Sonya Deville) pokonały Mickie James, Bayley i Sashę Banks                                                                                | Six-woman Tag Team match | 10:07      |
| 5 | AJ Styles, Randy Orton i Shinsuke Nakamura pokonali Jindera Mahala, Kevina Owensa i Samiego Zayna                                                                         | Six-man Tag Team match   | 10:21      |

### 2018
Gala odbyła się 4 grudnia w bazie wojskowej Fort Hood w Killeen w Teksasie.
| # | Walka | Stypulacja                   | Czas walki |
| - | --- | ---------------------------- | ---------- |
| 1 | Natalya i Ronda Rousey pokonały The Riott Squad (Liv Morgan i Sarah Logan) (w/ Ruby Riott) oraz Nię Jax i Taminę | Triple Threat Tag Team match | 6:35       |
| 2 | Finn Bálor i Elias pokonali Drew McIntyre’a i Bobby’ego Lashleya (w/ Lio Rush)                                   | Tag Team match               | 6:55       |
| 3 | Becky Lynch i Charlotte Flair pokonały Fire and Desire (Mandy Rose i Sonya Deville)                              | Tag Team match               | 6:10       |
| 4 | AJ Styles i Seth Rollins pokonali Daniela Bryana i Deana Ambrose’a                                               | Tag Team match               | 10:18      |

### 2019
Gala odbyła się 6 grudnia w bazie lotniczej Marine Corps Air Station New River w Jacksonville w stanie Karolinie Północnej. Wydarzenie to po raz pierwszy nie zostało w całości wyemitowane w telewizji.
| # | Walka | Stypulacja             | Czas walki |
| - | --- | ---------------------- | ---------- |
| 1 | Humberto Carrillo i Kevin Owens pokonali Drew McIntyre’a i Andrade (w/ Zelina Vega)                      | Tag Team match         | ?          |
| 2 | The O.C. (AJ Styles, Karl Anderson i Luke Gallows) pokonali Ricocheta i The Viking Raiders (Erik i Ivar) | Six-man Tag Team match | ?          |
| 3 | The Kabuki Warriors (Asuka i Kairi Sane) pokonały Natalyę i Sarah Logan                                  | Tag Team match         | ?          |
| 4 | The Street Profits (Angelo Dawkins i Montez Ford) pokonali Curta Hawkinsa i Zacka Rydera                 | Tag Team match         | ?          |
| 5 | Seth Rollins pokonał Ericka Rowana                                                                       | Boot Camp match        | ?          |

### 2020
Gala odbyła się 6 grudnia w specjalnej strefie sterylnej – WWE ThunderDome utworzonej z powodu pandemii COVID-19 na terenie hali Amway Center w Orlando na Florydzie. Wokalista country Hardy wystąpił na żywo podczas gali. Była to pierwsza gala Tribute to the Troops, która nie odbyła się na terenie bazy wojskowej lub na antenie podczas emisji gali w telewizji nie określono żadnej bazy militarnej, której wydarzenie miałoby dotyczyć.
| # | Walka | Stypulacja             | Czas walki |
| - | --- | ---------------------- | ---------- |
| 1 | Daniel Bryan, Jeff Hardy, Rey Mysterio i The Street Profits (Angelo Dawkins i Montez Ford) pokonali Eliasa, King Corbina, Samiego Zayna, Dolpha Zigglera i Roberta Roode’a | Ten-man Tag Team match | 11:20      |
| 2 | Bianca Belair i Sasha Banks pokonały Bayley i Natalyę | Tag Team match         | 8:13       |
| 3 | Drew McIntyre pokonał The Miza (w/ John Morrison) | Singles match          | 3:49       |

### 2021
Gala odbyła się 15 października w hali Toyota Arena w Ontario w Kalifornii. Było to pierwsze wydarzenie z serii Tribute to the Troops wyprodukowane przez WWE, które nie odbyło się w grudniu. Również jest to kolejna gala wrestlingu spod szyldu Tribute to the Troops, która nie odbyła się na terenie bazy militarnej bądź na antenie nie wymieniono żadnej bazy militarnej, której edycja gali miałaby dotyczyć. Hymn Stanów Zjednoczonych przed galą wykonała Lilian Garcia.
| # | Walka                                                                   | Stypulacja    | Czas walki |
| - | ----------------------------------------------------------------------- | ------------- | ---------- |
| 1 | Big E pokonał Dolpha Zigglera (w/ Robert Roode)                         | Singles match | 4:58       |
| 2 | Bianca Belair pokonała Liv Morgan                                       | Singles match | 3:53       |
| 3 | Roman Reigns (w/ Paul Heyman) pokonał Shinsuke Nakamurę (w/ Rick Boogs) | Singles match | 8:04       |

### 2022
Gala odbyła się 11 listopada w hali Gainbridge Fieldhouse w Indianapolis w Indianie.
| # | Walka                                                                                                  | Stypulacja             | Czas walki |
| - | --- | ---------------------- | ---------- |
| 1 | Braun Strowman pokonał LA Knighta                                                                      | Singles match          | 2:05       |
| 2 | Ronda Rousey i Shayna Baszler pokonały Taminę i Emmę                                                   | Tag Team match         | 7:34       |
| 3 | Drew McIntyre, Sheamus i Ricochet pokonali Imperium (Gunthera, Ludwiga Kaisera i Giovanniego Vinciego) | Six-man Tag Team match | 16:34      |

### 2023
Gala odbyła się 8 grudnia w hali Amica Mutual Pavilion w Providence w Rhode Island jako specjalny odcinek SmackDown.
| Nr                                 | Wyniki                                                                                      | Stypulacje                                                                    | Czas  |
| ---------------------------------- | ------------------------------------------------------------------------------------------- | ----------------------------------------------------------------------------- | ----- |
| 1                                  | Santos Escobar pokonał Dragona Lee poprzez pinfall                                          | Pierwsza runda turnieju o miano pretendenta do WWE United States Championship | 9:09  |
| 2                                  | Bobby Lashley pokonał Karriona Krossa (ze Scarlett) poprzez pinfall                         | Pierwsza runda turnieju o miano pretendenta do WWE United States Championship | 9:46  |
| 3                                  | Asuka pokonała Charlotte Flair poprzez pinfall                                              | Singles match                                                                 | 6:42  |
| 4                                  | LA Knight i Randy Orton pokonali The Bloodline (Jimmy’ego Uso i Solo Sikoę) poprzez pinfall | Tag team match                                                                | 11:34 |
| (c) – mistrz/mistrzyni przed walką |                                                                                             |                                                                               |       |